# Wot
Wot – gaun wikas samiti w zachodniej części Nepalu w strefie Rapti w dystrykcie Rolpa. Według nepalskiego spisu powszechnego z 2011 roku liczył on 832 gospodarstwa domowe i 4409 mieszkańców (2416 kobiet i 1993 mężczyzn).